# Liste der olympischen Medaillengewinner aus Deutschland/S
- Saalfeld, Romy
Olympische Sommerspiele 1980, (GDR): Goldmedaille, Rudern „Vierer mit Steuerfrau“
- Sabejew, Arawat
Olympische Sommerspiele 1996, (GER): Bronzemedaille, Ringen „Freistil Schwergewicht Männer“
- Sachenbacher-Stehle, Evi
Olympische Winterspiele 2002, (GER): Silbermedaille, Langlauf „1,5 Kilometer Sprint“
Olympische Winterspiele 2002, (GER): Goldmedaille, Langlauf „4-mal-5-Kilometer-Staffel“
Olympische Winterspiele 2006, (GER): Silbermedaille, Langlauf  „4-mal-5-Kilometer-Staffel“
Olympische Winterspiele 2010, (GER): Goldmedaille, Langlauf „Teamsprint Frauen“
Olympische Winterspiele 2010, (GER): Silbermedaille, Langlauf „4-mal-5-Kilometer-Staffel Frauen“
- Sachse, Jochen
Olympische Sommerspiele 1972, (GDR): Silbermedaille, Leichtathletik „Hammerwurf Männer“
- Sachse, Sandra
Olympische Sommerspiele 1996, (GER): Silbermedaille, Bogenschießen „Mannschaft Frauen“ (als Sandra Wagner)
Olympische Sommerspiele 2000, (GER): Bronzemedaille, Bogenschießen „Mannschaft Frauen“
- Saliger, Stefan
Olympische Sommerspiele 1992, (GER): Goldmedaille, Feldhockey „Männer“
- Salzgeber, Ulla
Olympische Sommerspiele 2000, (GER): Bronzemedaille, Dressurreiten „Einzel“
Olympische Sommerspiele 2000, (GER): Goldmedaille, Dressurreiten „Mannschaft“
Olympische Sommerspiele 2004, (GER): Silbermedaille, Dressurreiten „Einzel“
Olympische Sommerspiele 2004, (GER): Goldmedaille, Dressurreiten „Mannschaft“
- Sander, Maria
Olympische Sommerspiele 1952, (GER): Bronzemedaille, Leichtathletik „80 Meter Hürden Frauen“
Olympische Sommerspiele 1952, (GER): Silbermedaille, Leichtathletik „4-mal-100-Meter-Staffel Frauen“
- Sandig, Marita
Olympische Sommerspiele 1980, (GDR): Goldmedaille, Rudern „Achter Frauen“
- Sauer, Gunnar
Olympische Sommerspiele 1988, (FRG): Bronzemedaille, Fußball „Männer“
- Sauer, Martin
Olympische Sommerspiele 2012, (GER): Goldmedaille, Rudern „Achter Männer“
Olympische Sommerspiele 2016, (GER): Silbermedaille, Rudern „Achter Männer“
Olympische Sommerspiele 2020, (GER): Silbermedaille, Rudern „Achter Männer“
- Sauer, Uwe
Olympische Sommerspiele 1984, (FRG): Goldmedaille, Dressurreiten „Mannschaft“
- Savchenko, Aljona
Olympische Winterspiele 2010, (GER): Bronzemedaille, Eiskunstlauf „Paare“
Olympische Winterspiele 2014, (GER): Bronzemedaille, Eiskunstlauf „Paare“
Olympische Winterspiele 2018, (GER): Goldmedaille, Eiskunstlauf „Paare“
- Schade, Hartmut
Olympische Sommerspiele 1976, (GDR): Goldmedaille, Fußball „Männer“
- Schade, Herbert
Olympische Sommerspiele 1952, (GER): Bronzemedaille, Leichtathletik „5000 Meter Männer“
- Schäfer, Fritz
Olympische Sommerspiele 1936, (GER): Silbermedaille, Ringen „griechisch-römischer Stil, Weltergewicht Männer“
- Schäfer, Gustav
Olympische Sommerspiele 1936, (GER): Goldmedaille, Rudern „Einer Männer“
- Schäfer, Jan
Olympische Sommerspiele 2000, (GER): Silbermedaille, Kanurennsport „K4 1000 Meter Männer“
- Schaffer, Frank
Olympische Sommerspiele 1980, (GDR): Bronzemedaille, Leichtathletik „400 Meter Männer“
Olympische Sommerspiele 1980, (GDR): Silbermedaille, Leichtathletik „4-mal-400-Meter-Staffel Männer“
- Schaller, Andrea
Olympische Sommerspiele 2000, (GER): Bronzemedaille, Fußball „Frauen“
- Scharowsky, Justus
Olympische Sommerspiele 2004, (GER): Bronzemedaille, Feldhockey „Männer“
- Schaudt, Martin
Olympische Sommerspiele 1996, (GER): Goldmedaille, Dressurreiten „Mannschaft“
Olympische Sommerspiele 2004, (GER): Goldmedaille, Dressurreiten „Mannschaft“
- Schauerhammer, Dietmar
Olympische Winterspiele 1984, (GDR): Goldmedaille, Bobsport „Viererbob Männer“
Olympische Winterspiele 1984, (GDR): Goldmedaille, Bobsport „Zweierbob Männer“
Olympische Winterspiele 1988, (GDR): Silbermedaille, Bobsport „Viererbob Männer“
- Scheder, Sophie
Olympische Sommerspiele 2016, (GER): Bronzemedaille, Turnen „Stufenbarren Frauen“
- Scheder-Bieschin, Felix
Olympische Sommerspiele 1936, (GER): Bronzemedaille, Segeln „8-Meter-R-Klasse“
- Scheiblich, Christine
Olympische Sommerspiele 1976, (GDR): Goldmedaille, Rudern „Einer Frauen“
- Scheidel, Wolfgang
Olympische Winterspiele 1972, (GDR): Goldmedaille, Rennrodeln „Einsitzer Männer“
- Schellenberg, Tobias
Olympische Sommerspiele 2004, (GER): Silbermedaille, Wasserspringen „Synchron 3 Meter Männer“
- Schempp, Simon
Olympische Winterspiele 2014, (GER): Silbermedaille, Biathlon „Staffel Männer“
Olympische Winterspiele 2018, (GER): Silbermedaille, Biathlon „Massenstart Männer“
Olympische Winterspiele 2018, (GER): Bronzemedaille, Biathlon „Staffel Männer“
- Schendekehl, Tabea
Olympische Sommerspiele 2024, (GER): Bronzemedaille, Rudern „Doppelvierer Frauen“
- Schenk, Christian
Olympische Sommerspiele 1988, (GDR): Goldmedaille, Leichtathletik „Zehnkampf Männer“
- Schenk, Franziska
Olympische Winterspiele 1994, (GER): Bronzemedaille, Eisschnelllauf „500 Meter Frauen“
- Schepke, Frank
Olympische Sommerspiele 1960, (EAU): Goldmedaille, Rudern „Achter Männer“
- Schepke, Kraft
Olympische Sommerspiele 1960, (EAU): Goldmedaille, Rudern „Achter Männer“
- Scherbart, Hans
Olympische Sommerspiele 1936, (GER): Silbermedaille, Feldhockey „Männer“
- Scherberger, Rosemarie
Olympische Sommerspiele 1964, (EAU): Bronzemedaille, Fechten „Florett Mannschaft Frauen“
- Scherer, Markus
Olympische Sommerspiele 1984, (FRG): Silbermedaille, Ringen „griechisch-römischer Stil Papiergewicht Männer“
- Scheuer, Michel
Olympische Sommerspiele 1952, (FRG): Bronzemedaille, Kanurennsport „K1 10.000 Meter Männer“
Olympische Sommerspiele 1956, (EUA): Goldmedaille, Kanurennsport „K2 1000 Meter Männer“
Olympische Sommerspiele 1956, (EUA): Bronzemedaille, Kanurennsport „K1 10.000 Meter Männer“
- Schieferdecker, Bettina
Olympische Sommerspiele 1988, (GDR): Bronzemedaille, Turnen „Mannschaftsmehrkampf Frauen“
- Schiel, Gesine
Olympische Sommerspiele 2000, (GER): Bronzemedaille, Fechten „Florett Mannschaft Frauen“
- Schiller, Stephanie
Olympische Sommerspiele 2008, (GER): Bronzemedaille, Rudern „Doppelvierer Frauen“
- Schiprowski, Claus
Olympische Sommerspiele 1968, (FRG): Silbermedaille, Leichtathletik „Stabhochsprung Männer“
- Schleinkofer, Josef
Olympische Sommerspiele 1932, (GER): Silbermedaille, Boxen „Federgewicht Männer“
- Schöwe, Gaby
Olympische Sommerspiele 1984, (FRG): Silbermedaille, Feldhockey „Frauen“
- Schlicht, Svenja
Olympische Sommerspiele 1984, (FRG): Bronzemedaille, Schwimmen „4-mal-100-Meter-Lagenstaffel Frauen“
- Schloder, Alois
Olympische Winterspiele 1976, (FRG): Bronzemedaille, Eishockey „Männer“
- Schlickenrieder, Peter
Olympische Winterspiele 2002, (GER): Silbermedaille, Langlauf „Sprint Männer“
- Schliemann, Christian
Olympische Sommerspiele 1988, (FRG): Silbermedaille, Feldhockey „Männer“
- Schlüter, Karin
Olympische Sommerspiele 1972, (FRG): Silbermedaille, Dressurreiten „Mannschaft“
- Schlütter, Andreas
Olympische Winterspiele 2002, (GER): Bronzemedaille, Langlauf „4-mal-10-Kilometer-Staffel Männer“
Olympische Winterspiele 2006, (GER): Silbermedaille, Langlauf „4-mal-10-Kilometer-Staffel Männer“
- Schmalix, Heinz
Olympische Sommerspiele 1936, (GER): Silbermedaille, Feldhockey „Männer“
- Schmall, Jörg
Olympische Sommerspiele 1976, (FRG): Bronzemedaille, Segeln „Tornado Männer“
- Schmeißer, Richarda
Olympische Sommerspiele 1972, (GDR): Silbermedaille, Turnen „Achtkampf Mannschaft Frauen“
- Schmeling, Karsten
Olympische Sommerspiele 1988, (GDR): Goldmedaille, Rudern „Vierer mit Steuermann“
- Schmied, Hans-Ulrich
Olympische Sommerspiele 1972, (GDR): Bronzemedaille, Rudern „Doppelzweier Männer“
Olympische Sommerspiele 1976, (GDR): Bronzemedaille, Rudern „Zweier ohne Steuermann“
- Schmid, Harald
Olympische Sommerspiele 1976, (FRG): Bronzemedaille, Leichtathletik „4-mal-400-Meter-Staffel Männer“
Olympische Sommerspiele 1984, (FRG): Bronzemedaille, Leichtathletik „400 Meter Hürden Männer“
- Schmid, Heidi
Olympische Sommerspiele 1960, (EAU): Goldmedaille, Fechten „Florett Einzel Frauen“
Olympische Sommerspiele 1964, (EAU): Bronzemedaille, Fechten „Florett Mannschaft Frauen“
- Schmid, Susi
Olympische Sommerspiele 1984, (FRG): Silbermedaille, Feldhockey „Frauen“
- Schmid, Sven
Olympische Sommerspiele 2004, (GER): Bronzemedaille, Fechten „Degen Mannschaft Männer“
- Schmidla, Lisa
Olympische Sommerspiele 2016, (GER): Goldmedaille, Rudern „Doppelvierer Frauen“
- Schmidt, Bettina
Olympische Winterspiele 1984, (GDR): Silbermedaille, Rennrodeln „Einsitzer Frauen“
- Schmidt, Carmela
Olympische Sommerspiele 1980, (GDR): Bronzemedaille, Schwimmen „200 Meter Freistil Frauen“
Olympische Sommerspiele 1980, (GDR): Bronzemedaille, Schwimmen „400 Meter Freistil Frauen“
- Schmidt, Cerstin
Olympische Winterspiele 1988, (GDR): Bronzemedaille, Rennrodeln „Einsitzer Frauen“
- Schmidt, Dietmar
Olympische Sommerspiele 1980, (GDR): Goldmedaille, Handball „Männer“
- Schmidt, Fritz
Olympische Sommerspiele 1972, (FRG): Goldmedaille, Feldhockey „Männer“
- Schmidt, Herbert
Olympische Sommerspiele 1936, (GER): Bronzemedaille, Rudern „Achter Männer“
- Schmidt, Hubertus
Olympische Sommerspiele 2004, (GER): Goldmedaille, Dressurreiten „Mannschaft“
- Schmidt, Ingrid
Olympische Sommerspiele 1960, (EAU): Bronzemedaille, Schwimmen „4-mal-100-Meter-Lagenstaffel Frauen“
- Schmidt, Jörg
Olympische Sommerspiele 1988, (GDR): Silbermedaille, Kanurennsport „C1 1000 Meter Männer“
- Schmidt, Leni
Olympische Sommerspiele 1928, (GER): Bronzemedaille, Leichtathletik „4-mal-100-Meter-Staffel Frauen“
- Schmidt, Magdalena
Olympische Sommerspiele 1968, (GDR): Bronzemedaille, Turnen „Achtkampf Mannschaft Frauen“
- Schmidt, Martina
Olympische Sommerspiele 1980, (GDR): Silbermedaille, Volleyball „Frauen“
- Schmidt, Rainer
Olympische Winterspiele 1972, (GDR): Bronzemedaille, Skispringen „Großschanze Männer“
- Schmidt, Richard
Olympische Sommerspiele 2012, (GER): Goldmedaille, Rudern „Achter Männer“
Olympische Sommerspiele 2016, (GER): Silbermedaille, Rudern Achter „Männer“
Olympische Sommerspiele 2020, (GER): Silbermedaille, Rudern Achter „Männer“
- Schmidt, Sybille
Olympische Sommerspiele 1992, (GER): Goldmedaille, Rudern „Doppelvierer Frauen“
- Schmidt, Thomas
Olympische Sommerspiele 2000, (GER): Goldmedaille, Kanuslalom „K1 Männer“
- Schmidt, Veronika
Olympische Winterspiele 1976, (GDR): Bronzemedaille, Langlauf „4-mal-5-Kilometer-Staffel Frauen“
Olympische Winterspiele 1980, (GDR): Goldmedaille, Langlauf „4-mal-5-Kilometer-Staffel Frauen“
- Schmidt, Wieland
Olympische Sommerspiele 1980, (GDR): Goldmedaille, Handball „Männer“
- Schmidt, Wolfgang
Olympische Sommerspiele 1976, (GDR): Silbermedaille, Leichtathletik „Diskuswurf Männer“
- Schmidt-Opper, Ekkhard
Olympische Sommerspiele 1984, (FRG): Silbermedaille, Feldhockey „Männer“
Olympische Sommerspiele 1988, (FRG): Silbermedaille, Feldhockey „Männer“
- Schmidtke, Fredy
Olympische Sommerspiele 1984, (FRG): Goldmedaille, Bahnradsport „1000 Meter Zeitfahren Männer“
- Schmierer, August
Olympische Sommerspiele 1900, (GER): Silbermedaille, Rugby „Männer“
- Schmitt, Arnd
Olympische Sommerspiele 1988, (FRG): Goldmedaille, Fechten „Degen Einzel Männer“
Olympische Sommerspiele 1988, (FRG): Silbermedaille, Fechten „Degen Mannschaft Männer“
Olympische Sommerspiele 1992, (GER): Goldmedaille, Fechten „Degen Mannschaft Männer“
- Schmitt, Christine
Olympische Sommerspiele 1972, (GDR): Silbermedaille, Turnen „Achtkampf Mannschaft Frauen“
- Schmitt, Julie
Olympische Sommerspiele 1936, (GER): Goldmedaille, Turnen „Mehrkampf Mannschaft Frauen“
- Schmitt, Martin
Olympische Winterspiele 1998, (GER): Silbermedaille, Skispringen „Mannschaft Männer“
Olympische Winterspiele 2002, (GER): Goldmedaille, Skispringen „Mannschaft Männer“
Olympische Winterspiele 2010, (GER): Silbermedaille, Skispringen „Mannschaft Männer“
- Schmitz, Ingeborg
Olympische Sommerspiele 1936, (GER): Silbermedaille, Schwimmen „4-mal-100-Meter-Freistilstaffel Frauen“
- Schmorde, Manfred
Olympische Sommerspiele 1972, (GDR): Bronzemedaille, Rudern „Achter Männer“
- Schmuck, Christa
Olympische Winterspiele 1968, (GDR): Silbermedaille, Rennrodeln „Einsitzer Frauen“
- Schmuck, Uta
Olympische Sommerspiele 1968, (GDR): Silbermedaille, Schwimmen „4-mal-100-Meter-Freistilstaffel Frauen“
- Schnabel, Arthur
Olympische Sommerspiele 1984, (FRG): Bronzemedaille, Judo „Offene Klasse“
- Schneider, Dieter
Olympische Sommerspiele 1972, (GDR): Bronzemedaille, Fußball „Männer“
- Schneider, Dorothee
Olympische Sommerspiele 2012, (GER): Silbermedaille, Dressurreiten „Mannschaft“
Olympische Sommerspiele 2016, (GER). Goldmedaille, Dressurreiten „Mannschaft“
Olympische Sommerspiele 2020, (GER): Goldmedaille, Dressurreiten „Mannschaft“
- Schneider, Hans
Olympische Sommerspiele 1936, (GER): Silbermedaille, Wasserball „Männer“
- Schneider, Jakob
Olympische Sommerspiele 2020, (GER): Silbermedaille, Rudern „Achter Männer“
- Schneider, Manfred
Olympische Sommerspiele 1972, (GDR): Bronzemedaille, Rudern „Achter Männer“
- Schneider, Petra
Olympische Sommerspiele 1980, (GDR): Silbermedaille, Schwimmen „400 Meter Freistil Frauen“
Olympische Sommerspiele 1980, (GDR): Goldmedaille, Schwimmen „400 Meter Lagen Frauen“
- Schneider, Siegfried
Olympische Sommerspiele 1972, (GDR): Silbermedaille, Volleyball „Männer“
- Schneiderheinze-Stöckel, Anja
Olympische Winterspiele 2006, (GER): Goldmedaille, Bobsport „Zweierbob Frauen“
- Schnelldorfer, Manfred
Olympische Winterspiele 1964, (EAU): Goldmedaille, Eiskunstlauf „Männer“
- Schnuphase, Rüdiger
Olympische Sommerspiele 1980, (GDR): Silbermedaille, Fußball „Männer“
- Schockemöhle, Alwin
Olympische Sommerspiele 1960, (EAU): Goldmedaille, Springreiten „Mannschaft“
Olympische Sommerspiele 1968, (FRG): Bronzemedaille, Springreiten „Mannschaft“
Olympische Sommerspiele 1976, (FRG): Goldmedaille, Springreiten „Einzel“
Olympische Sommerspiele 1976, (FRG): Silbermedaille, Springreiten „Mannschaft“
- Schockemöhle, Paul
Olympische Sommerspiele 1976, (FRG): Silbermedaille, Springreiten „Mannschaft“
Olympische Sommerspiele 1984, (FRG): Bronzemedaille, Springreiten „Mannschaft“
- Schöfisch, René
Olympische Winterspiele 1984, (GDR): Bronzemedaille, Eisschnelllauf „5000 Meter Männer“
Olympische Winterspiele 1984, (GDR): Bronzemedaille, Eisschnelllauf „10.000 Meter Männer“
- Schomburgk, Heinrich
Olympische Sommerspiele 1912, (GER): Goldmedaille, Tennis „Mixed“
- Schönau, Horst
Olympische Winterspiele 1980, (GDR): Bronzemedaille, Bobsport „Viererbob Männer“
- Schöneborn, Lena
Olympische Sommerspiele 2008, (GER): Goldmedaille, Moderner Fünfkampf „Einzel Frauen“
- Schönrock, Sybille
Olympische Sommerspiele 1980, (GDR): Silbermedaille, Schwimmen „200 Meter Schmetterling Frauen“
- Scholz, Anke
Olympische Sommerspiele 1996, (GER): Silbermedaille, Schwimmen „4-mal-200-Meter-Freistilstaffel Frauen“
- Schöne, Max
Olympische Sommerspiele 1900, (GER): Goldmedaille, Schwimmen „200 Meter Mannschaft Männer“
- Schoof, Lauritz
Olympische Sommerspiele 2012, (GER): Goldmedaille, Rudern „Doppelvierer Männer“
Olympische Sommerspiele 2016, (GER): Goldmedaille, Rudern „Doppelvierer Männer“
Olympische Sommerspiele 2016, (GER): Goldmedaille, Rudern Doppelvierer „Männer“
- Schopf, Jacob
Olympische Sommerspiele 2020, (GER): Silbermedaille, Kanurennsport „K2 1000 Meter Männer“
Olympische Sommerspiele 2024, (GER): Goldmedaille, Kanurennsport  „K2 500 Meter Männer“
Olympische Sommerspiele 2024, (GER): Goldmedaille, Kanurennsport „K4 500 Meter Männer“
- Schowtka, Alexander
Olympische Sommerspiele 1984, (FRG): Silbermedaille, Schwimmen „4-mal-200-Meter-Freistilstaffel Männer“
- Schrade, Dirk
Olympische Sommerspiele 2012, (GER): Goldmedaille, Vielseitigkeitsreiten „Mannschaft“
- Schrader, Hilde
Olympische Sommerspiele 1928, (GER): Goldmedaille, Schwimmen „200 Meter Brust Frauen“
- Schramm, Beate
Olympische Sommerspiele 1988, (GDR): Goldmedaille, Rudern „Doppelvierer Frauen“
- Schreck, Ulrich
Olympische Sommerspiele 1988, (FRG): Silbermedaille, Fechten „Florett Mannschaft Männer“
Olympische Sommerspiele 1992, (GER): Goldmedaille, Fechten „Florett Mannschaft Männer“
- Schreiber, Hartmut
Olympische Sommerspiele 1972, (GDR): Bronzemedaille, Rudern „Achter Männer“
- Schreier, Christian
Olympische Sommerspiele 1988, (FRG): Bronzemedaille, Fußball „Männer“
- Schreyer, Dirk
Olympische Sommerspiele 1968, (FRG): Goldmedaille, Rudern „Achter Männer“
- Schridde, Hermann
Olympische Sommerspiele 1964, (EAU): Silbermedaille, Springreiten „Einzel“
Olympische Sommerspiele 1964, (EAU): Goldmedaille, Springreiten „Mannschaft“
Olympische Sommerspiele 1968, (FRG): Bronzemedaille, Springreiten „Mannschaft“
- Schröder, Andreas
Olympische Sommerspiele 1988, (GDR): Bronzemedaille, Ringen „Freistil Superschwergewicht Männer“
- Schröder, Anne
Olympische Sommerspiele 2016, (GER): Bronzemedaille, Feldhockey „Frauen“
- Schröder, Jürgen (Ruderer)
Olympische Sommerspiele 1964, (EAU): Silbermedaille, Rudern „Achter Männer“
- Schröder, Jürgen (Wasserballspieler)
Olympische Sommerspiele 1984, (FRG): Bronzemedaille, „Wasserball Männer“
- Schröder, Roland
Olympische Sommerspiele 1988, (GDR): Goldmedaille, Rudern „Vierer ohne Steuermann“
- Schröder, Walter
Olympische Sommerspiele 1960, (EAU): Goldmedaille, Rudern „Achter Männer“
- Schröer, Beatrix
Olympische Sommerspiele 1988, (GDR): Goldmedaille, Rudern „Achter Frauen“
- Schröter, Martina
Olympische Sommerspiele 1980, (GDR): Bronzemedaille, Rudern „Einer Frauen“
Olympische Sommerspiele 1988, (GDR): Goldmedaille, Rudern „Doppelzweier Frauen“
- Schröttle, Martin
Olympische Winterspiele 1932, (GER): Bronzemedaille, Eishockey „Männer“
- Schubert, Dieter
Olympische Sommerspiele 1968, (GDR): Goldmedaille, Rudern „Vierer ohne Steuermann“
Olympische Sommerspiele 1972, (GDR): Goldmedaille, Rudern „Vierer ohne Steuermann“
- Schuck, Anett
Olympische Sommerspiele 1996, (GER): Goldmedaille, Kanurennsport „K4 500 Meter Frauen“
Olympische Sommerspiele 2000, (GER): Goldmedaille, Kanurennsport „K4 500 Meter Frauen“
- Schuft, Gustav
Olympische Sommerspiele 1896, (GER): Goldmedaille, Turnen „Barren Mannschaft Männer“
Olympische Sommerspiele 1896, (GER): Goldmedaille, Turnen „Reck Mannschaft Männer“
- Schuhmann, Carl
Olympische Sommerspiele 1896, (GER): Goldmedaille, Turnen „Pferdsprung Männer“
Olympische Sommerspiele 1896, (GER): Goldmedaille, Turnen „Barren Mannschaft“
Olympische Sommerspiele 1896, (GER): Goldmedaille, Turnen „Reck Mannschaft“
Olympische Sommerspiele 1896, (GER): Goldmedaille, Ringen „griechisch-römischer Stil Männer“
- Schulenberg, Ralf
Olympische Sommerspiele 1972, (GDR): Bronzemedaille, Fußball „Männer“
- Schüller, Lea
Olympische Sommerspiele 2024, (GER): Bronzemedaille, Fußball „Frauen“
- Schult, Almuth
Olympische Sommerspiele 2016, (GER): Goldmedaille, Fußball „Frauen“
- Schult, Jürgen
Olympische Sommerspiele 1988, (GDR): Goldmedaille, Leichtathletik „Diskuswurf Männer“
Olympische Sommerspiele 1992, (GER): Silbermedaille, Leichtathletik „Diskuswurf Männer“
- Schulte, Christian
Olympische Sommerspiele 2004, (GER): Bronzemedaille, Feldhockey „Männer“
- Schulte-Mattler, Heike
Olympische Sommerspiele 1984, (FRG): Bronzemedaille, Leichtathletik „4-mal-400-Meter-Staffel Frauen“
- Schultz, Annette
Olympische Sommerspiele 1980, (GDR): Silbermedaille, Volleyball „Frauen“
- Schultz, Eckhard
Olympische Sommerspiele 1988, (FRG): Goldmedaille, Rudern „Achter Männer“
- Schultz, Karl
Olympische Sommerspiele 1972, (FRG): Bronzemedaille, Vielseitigkeitsreiten „Mannschaft“
Olympische Sommerspiele 1976, (FRG): Bronzemedaille, Vielseitigkeitsreiten „Einzel“
Olympische Sommerspiele 1976, (FRG): Silbermedaille, Vielseitigkeitsreiten „Mannschaft“
- Schulz, Andreas
Olympische Sommerspiele 1976, (GDR): Silbermedaille, Rudern „Vierer mit Steuermann“
- Schulz, Arnold
Olympische Sommerspiele 1972, (GDR): Silbermedaille, Volleyball „Männer“
- Schulz, Emil
Olympische Sommerspiele 1964, (EAU): Silbermedaille, Boxen „Mittelgewicht Männer“
- Schulz, Gerhard
Olympische Sommerspiele 1964, (EAU): Bronzemedaille, Vielseitigkeitsreiten „Mannschaft“
- Schulz, Heinz
Olympische Sommerspiele 1964, (EAU): Bronzemedaille, Boxen „Federgewicht Männer“
- Schulz, Michael
Olympische Sommerspiele 1988, (FRG): Bronzemedaille, Fußball „Männer“
- Schulze, Bernhard
Olympische Sommerspiele 1964, (EAU): Silbermedaille, Kanurennsport „K4 1000 Meter Männer“
- Schulze Solano, Bibiane
Olympische Sommerspiele 2024, (GER): Bronzemedaille, Fußball „Frauen“
- Schulze, Hans
Olympische Sommerspiele 1932, (GER): Silbermedaille, Wasserball „Männer“
Olympische Sommerspiele 1936, (GER): Silbermedaille, Wasserball „Männer“
- Schulze, Karl
Olympische Sommerspiele 2012, (GER): Goldmedaille, Rudern „Doppelvierer Männer“
Olympische Sommerspiele 2016, (GER): Goldmedaille, Rudern „Doppelvierer Männer“
Olympische Sommerspiele 2016, (GER): Goldmedaille, Rudern Doppelvierer „Männer“
- Schumacher, Günther
Olympische Sommerspiele 1972, (FRG): Goldmedaille, Bahnradsport „4000-Meter-Mannschaftsverfolgung Männer“
Olympische Sommerspiele 1976, (FRG): Goldmedaille, Bahnradsport „4000-Meter-Mannschaftsverfolgung Männer“
- Schumacher, Hans-Otto
Olympische Sommerspiele 1972, (FRG): Silbermedaille, Kanuslalom „C2 Männer“
- Schumacher, Sandra
Olympische Sommerspiele 1984, (FRG): Bronzemedaille, Straßenradsport „Straßenrennen Frauen“
- Schümann, Jochen
Olympische Sommerspiele 1976, (GDR): Goldmedaille, Segeln „Finn Dinghi“
Olympische Sommerspiele 1988, (GDR): Goldmedaille, Segeln „Soling Mixed“
Olympische Sommerspiele 1996, (GER): Goldmedaille, Segeln „Soling Mixed“
Olympische Sommerspiele 2000, (GER): Silbermedaille, Segeln „Soling Mixed“
- Schumann, Margit
Olympische Winterspiele 1972, (GDR): Bronzemedaille, Rennrodeln „Einsitzer Frauen“
Olympische Winterspiele 1976, (GDR): Goldmedaille, Rennrodeln „Einsitzer Frauen“
- Schumann, Manfred
Olympische Winterspiele 1976, (FRG): Silbermedaille, Bobsport „Zweierbob Männer“
Olympische Winterspiele 1976, (FRG): Bronzemedaille, Bobsport „Viererbob Männer“
- Schumann, Nils
Olympische Sommerspiele 2000, (GER): Goldmedaille, Leichtathletik „800 Meter Männer“
- Schumann, Ralf
Olympische Sommerspiele 1988, (GDR): Silbermedaille, Schießen „Schnellfeuerpistole 25 Meter“
Olympische Sommerspiele 1992, (GER): Goldmedaille, Schießen „Schnellfeuerpistole 25 Meter“
Olympische Sommerspiele 1996, (GER): Goldmedaille, Schießen „Schnellfeuerpistole 25 Meter“
Olympische Sommerspiele 2004, (GER): Goldmedaille, Schießen „Schnellfeuerpistole 25 Meter“
Olympische Sommerspiele 2008, (GER): Silbermedaille, Schießen „Schnellfeuerpistole 25 Meter“
- Schumann, Rudi
Olympische Sommerspiele 1972, (GDR): Silbermedaille, Volleyball „Männer“
- Schur, Gustav Adolf
Olympische Sommerspiele 1956, (EAU): Bronzemedaille, Straßenradsport „Mannschaftszeitfahren Männer“
Olympische Sommerspiele 1960, (EAU): Silbermedaille, Straßenradsport „Mannschaftszeitfahren Männer“
- Schur, Jan
Olympische Sommerspiele 1988, (GDR): Goldmedaille, Straßenradsport „Mannschaftszeitfahren Männer“
- Schürger, Gustav
Olympische Sommerspiele 1936, (GER): Silbermedaille, Wasserball „Männer“
- Schuster, Susanne
Olympische Sommerspiele 1984, (FRG): Bronzemedaille, Schwimmen „4-mal-100-Meter-Freistilstaffel Frauen“
- Schüttler, Rainer
Olympische Sommerspiele 2004, (GER): Silbermedaille, Tennis „Doppel Männer“
- Schüttpelz, Barbara
Olympische Sommerspiele 1984, (FRG): Silbermedaille, Kanu „Einerkajak 500 Meter Frauen“
Olympische Sommerspiele 1984, (FRG): Bronzemedaille, Kanu „Zweierkajak 500 Meter Frauen“
- Schütz, Birgit
Olympische Sommerspiele 1980, (GDR): Goldmedaille, Rudern „Achter Frauen“
- Schütz, Felix
Olympische Winterspiele 2018, (GER): Silbermedaille, Eishockey „Männer“
- Schütze, Jürgen
Olympische Sommerspiele 1972, (GDR): Bronzemedaille, Bahnradsport „1000 Meter Zeitfahren Männer“
- Schütze, Lisa
Olympische Sommerspiele 2016, (GER): Bronzemedaille, Feldhockey „Frauen“
- Schwab, Thomas
Olympische Winterspiele 1988, (FRG): Bronzemedaille, Rennrodeln „Zweisitzer Männer“
- Schwalb, Martin
Olympische Sommerspiele 1984, (FRG): Silbermedaille, Handball „Männer“
- Schwall, René
Olympische Sommerspiele 2000, (GER): Bronzemedaille, Segeln „Tornado“
- Schwan, Michael
Olympische Sommerspiele 1964, (EAU): Bronzemedaille, Rudern „Zweier ohne Steuermann“
- Schwarm, Balthasar
Olympische Winterspiele 1976, (FRG): Silbermedaille, Rennrodeln „Zweisitzer Männer“
- Schwarthoff, Florian
Olympische Sommerspiele 1996, (GER): Bronzemedaille, Leichtathletik „110 Meter Hürden Männer“
- Schwartz, Heiko
Olympische Sommerspiele 1932, (GER): Silbermedaille, Wasserball „Männer“
- Schwarz, Charline
Olympische Sommerspiele 2020, (GER): Bronzemedaille, Bogenschießen „Mannschaft Frauen“
- Schwarz, Dietmar
Olympische Sommerspiele 1972, (GDR): Bronzemedaille, Rudern „Achter Männer“
- Schwarz, Hubert
Olympische Winterspiele 1988, (FRG): Goldmedaille, Nordische Kombination „Mannschaft Männer“
- Schwarzer, Christian
Olympische Sommerspiele 2004, (GER): Silbermedaille, Handball „Männer“
- Schwarzkopf, Lilli
Olympische Sommerspiele 2012, (GER): Silbermedaille, Leichtathletik „Siebenkampf Frauen“
- Schwarzmann, Alfred
Olympische Sommerspiele 1936, (GER): Goldmedaille, Turnen „Pferdsprung Männer“
Olympische Sommerspiele 1936, (GER): Bronzemedaille, Turnen „Barren Männer“
Olympische Sommerspiele 1936, (GER): Bronzemedaille, Turnen „Reck Männer“
Olympische Sommerspiele 1936, (GER): Goldmedaille, Turnen „Mehrkampf Einzel Männer“
Olympische Sommerspiele 1936, (GER): Goldmedaille, Turnen „Mehrkampf Mannschaft Männer“
Olympische Sommerspiele 1952, (GER): Silbermedaille, Turnen „Reck Männer“
- Schwede, Bianka
Olympische Sommerspiele 1976, (GDR): Goldmedaille, Rudern „Vierer mit Steuerfrau“
- Schweickert, Ludwig
Olympische Sommerspiele 1936, (GER): Silbermedaille, Ringen „griechisch-römischer Stil, Mittelgewicht Männer“
- Schwenker, Uwe
Olympische Sommerspiele 1984, (FRG): Silbermedaille, Handball „Männer“
- Schwenn, Helmuth
Olympische Sommerspiele 1936, (GER): Silbermedaille, Wasserball „Männer“
- Schwerzmann, Ingeburg
Olympische Sommerspiele 1992, (GER): Silbermedaille, Rudern „Zweier ohne Steuerfrau“
- Scoccimarro, Giovanna
Olympische Sommerspiele 2020, (GER): Bronzemedaille, Judo „Mannschaft Mixed“
- Seehaus, Klaus-Dieter
Olympische Sommerspiele 1964, (EAU): Bronzemedaille, Fußball „Männer“
- Seger, Adolf
Olympische Sommerspiele 1972, (FRG): Bronzemedaille, Ringen „Freistil Weltergewicht Männer“
Olympische Sommerspiele 1976, (FRG): Bronzemedaille, Ringen „Freistil Mittelgewicht Männer“
- Seguin, Wolfgang
Olympische Sommerspiele 1972, (GDR): Bronzemedaille, Fußball „Männer“
- Sehmisch, Elke
Olympische Sommerspiele 1972, (GDR): Silbermedaille, Schwimmen „4-mal-100-Meter-Freistilstaffel Frauen“
- Seibold, Werner
Olympische Sommerspiele 1976, (FRG): Bronzemedaille, Schießen „Kleinkaliber Dreistellungskampf Männer“
- Seick, Karin
Olympische Sommerspiele 1984, (FRG): Bronzemedaille, Schwimmen „100 Meter Schmetterling Frauen“
Olympische Sommerspiele 1984, (FRG): Silbermedaille, Schwimmen „4-mal-100-Meter-Lagenstaffel Frauen“
Olympische Sommerspiele 1984, (FRG): Bronzemedaille, Schwimmen „4-mal-100-Meter-Freistilstaffel Frauen“
- Seidenberg, Yannic
Olympische Winterspiele 2018, (GER): Silbermedaille, Eishockey „Männer“
- Seidl, Sebastian
Olympische Sommerspiele 2020, (GER): Bronzemedaille, Judo „Mannschaft Mixed“
- Seidler, Helga
Olympische Sommerspiele 1972, (GDR): Goldmedaille, Leichtathletik „4-mal-400-Meter-Staffel Frauen“
- Seifert, Rainer
Olympische Sommerspiele 1972, (FRG): Goldmedaille, Feldhockey „Männer“
- Seizinger, Katja
Olympische Winterspiele 1992, (GER): Bronzemedaille, Ski Alpin „Super-G Frauen“
Olympische Winterspiele 1994, (GER): Goldmedaille, Ski Alpin „Abfahrt Frauen“
Olympische Winterspiele 1998, (GER): Goldmedaille, Ski Alpin „Abfahrt Frauen“
Olympische Winterspiele 1998, (GER): Goldmedaille, Ski Alpin „Kombination Frauen“
Olympische Winterspiele 1998, (GER): Bronzemedaille, Ski Alpin „Riesenslalom Frauen“
- Selke, Davie
Olympische Sommerspiele 2016, (GER): Silbermedaille, Fußball „Männer“
- Semetzky, Dieter
Olympische Sommerspiele 1968, (GDR): Silbermedaille, Rudern „Vierer mit Steuermann“
- Semmler, Stefan
Olympische Sommerspiele 1976, (GDR): Goldmedaille, Rudern „Vierer ohne Steuermann“
Olympische Sommerspiele 1980, (GDR): Goldmedaille, Rudern „Vierer ohne Steuermann“
- Sendel, Peter
Olympische Winterspiele 1998, (GER): Goldmedaille, Biathlon „4-mal-7,5-Kilometer-Staffel Männer“
Olympische Winterspiele 2002, (GER): Silbermedaille, Biathlon „4-mal-7,5-Kilometer-Staffel Männer“
- Senft, Michael
Olympische Sommerspiele 1996, (GER): Bronzemedaille, Kanuslalom „C2 Männer“
- Sennewald, Hans
Olympische Sommerspiele 1992, (GER): Bronzemedaille, Rudern „Achter Männer“
- Senß, Elisa
Olympische Sommerspiele 2024, (GER): Bronzemedaille, Fußball „Frauen“
- Sens-Gorius, Erk
Olympische Sommerspiele 1976, (FRG): Goldmedaille, Fechten „Florett Mannschaft Männer“
- Seyfert, Gabriele
Olympische Winterspiele 1968, (GDR): Silbermedaille, Eiskunstlauf „Frauen“
- Siebert, Erich
Olympische Sommerspiele 1936, (GER): Bronzemedaille, Ringen „Freistil, Halbschwergewicht Männer“
- Siebert, Gloria
Olympische Sommerspiele 1988, (GDR): Silbermedaille, Leichtathletik „100 Meter Hürden Frauen“
- Siebert, Jörg
Olympische Sommerspiele 1968, (FRG): Goldmedaille, Rudern „Achter Männer“
- Siebert, Klaus
Olympische Winterspiele 1980, (GDR): Silbermedaille, Biathlon „4-mal-7,5-Kilometer-Staffel Männer“
- Siech, Birte
Olympische Sommerspiele 1988, (GDR): Goldmedaille, Rudern „Vierer mit Steuerfrau“
Olympische Sommerspiele 1992, (GER): Bronzemedaille, Rudern „Vierer ohne Steuerfrau“
- Siefert, Silvia
Olympische Sommerspiele 1976, (GDR): Silbermedaille, Handball „Frauen“
- Siegl, Siegrun
Olympische Sommerspiele 1976, (GDR): Goldmedaille, Leichtathletik „Fünfkampf Frauen“
- Siegmund, Günter
Olympische Sommerspiele 1960, (EAU): Bronzemedaille, Boxen „Schwergewicht Männer“
- Sietas, Erwin
Olympische Sommerspiele 1936, (GER): Silbermedaille, Schwimmen „200 Meter Brust Männer“
- Sievers, Ralf
Olympische Sommerspiele 1988, (FRG): Bronzemedaille, Fußball „Männer“
- Simon, Jürgen
Olympische Sommerspiele 1960, (EAU): Silbermedaille, Bahnradsport „Tandem Männer“
- Simons-de Ridder, Alexandra
Olympische Sommerspiele 2000, (GER): Goldmedaille, Dressurreiten „Mannschaft“
- Singer, Heike
Olympische Sommerspiele 1988, (GDR): Goldmedaille, Kanurennsport „K4 Frauen 500 Meter Frauen“
- Sirch, Cornelia
Olympische Sommerspiele 1988, (GDR): Bronzemedaille, Schwimmen „100 Meter Rücken Frauen“
Olympische Sommerspiele 1988, (GDR): Bronzemedaille, Schwimmen „200 Meter Rücken Frauen“
- Skricek, Reinhard
Olympische Sommerspiele 1976, (FRG): Bronzemedaille, Boxen „Weltergewicht Männer“
- Slawyk, Markku
Olympische Sommerspiele 1984, (FRG): Silbermedaille, Feldhockey „Männer“
- Slevogt, Marquard
Olympische Winterspiele 1932, (GER): Bronzemedaille, Eishockey „Männer“
- Sloothaak, Franke
Olympische Sommerspiele 1984, (FRG): Bronzemedaille, Springreiten „Mannschaft“
Olympische Sommerspiele 1988, (FRG): Goldmedaille, Springreiten „Mannschaft“
Olympische Sommerspiele 1996, (GER): Goldmedaille, Springreiten „Mannschaft“
- Slupianek, Ilona
Olympische Sommerspiele 1980, (GDR): Goldmedaille, Leichtathletik „Kugelstoßen Frauen“
- Smieszek, Karlheinz
Olympische Sommerspiele 1976, (FRG): Goldmedaille, Schießen „Kleinkaliber liegend Männer“
- Smisek, Sandra
Olympische Sommerspiele 2000, (GER): Bronzemedaille, Fußball „Frauen“
Olympische Sommerspiele 2008, (GER): Bronzemedaille, Fußball „Frauen“
- Sohnemann, Käthe
Olympische Sommerspiele 1936, (GER): Goldmedaille, Turnen „Mehrkampf Mannschaft Frauen“
- Solja, Petrissa
Olympische Sommerspiele 2016, (GER): Silbermedaille, Tischtennis „Mannschaft Frauen“
- Sollmann, Melitta
Olympische Winterspiele 1980, (GDR): Silbermedaille, Rennrodeln „Einsitzer Frauen“
- Söllner, Paul
Olympische Sommerspiele 1936, (GER): Goldmedaille, Rudern „Vierer mit Steuermann Männer“
- Soltau, Wilfried
Olympische Sommerspiele 1952, (FRG): Bronzemedaille, Kanurennsport „C2 1000 Meter Männer“
Olympische Sommerspiele 1952, (FRG): Bronzemedaille, Kanurennsport „C2 10.000 Meter Männer“
- Sommerfeldt, Rene
Olympische Winterspiele 2002, (GER): Bronzemedaille, Langlauf „4-mal-10-Kilometer-Staffel Männer“
Olympische Winterspiele 2006, (GER): Silbermedaille, Langlaufsch „4-mal-10-Kilometer-Staffel Männer“
- Sönksen, Sönke
Olympische Sommerspiele 1976, (FRG): Silbermedaille, Springreiten „Mannschaft“
- Sorgers, Jana
Olympische Sommerspiele 1988, (GDR): Goldmedaille, Rudern „Doppelvierer Frauen“
Olympische Sommerspiele 1996, (GER): Goldmedaille, Rudern „Doppelvierer Frauen“
- Spanneberg, Torsten
Olympische Sommerspiele 2000, (GER): Bronzemedaille, Schwimmen „4-mal-100-Meter-Lagenstaffel Männer“
- Sparwasser, Jürgen
Olympische Sommerspiele 1972, (GDR): Bronzemedaille, Fußball „Männer“
- Späth, David
Olympische Sommerspiele 2024, (GER): Silbermedaille, Handball „Männer“
- Speer, Dieter
Olympische Winterspiele 1972, (GDR): Bronzemedaille, Biathlon „4-mal-7,5-Kilometer-Staffel Männer“
- Spelly, Ingo
Olympische Sommerspiele 1988, (GDR): Silbermedaille, Kanurennsport „C2 1000 Meter Männer“
Olympische Sommerspiele 1992, (GER): Silbermedaille, Kanurennsport „C2 500 Meter Männer“
Olympische Sommerspiele 1992, (GER): Goldmedaille, Kanurennsport „C2 1000 Meter Männer“
- Spengler, Fritz
Olympische Sommerspiele 1936, (GER): Goldmedaille, Feldhandball „Männer“
- Spengler, Jörg
Olympische Sommerspiele 1976, (FRG): Bronzemedaille, Segeln „Tornado Männer“
- Sperber, Silvia
Olympische Sommerspiele 1988, (FRG): Silbermedaille, Schießen „Luftgewehr“
Olympische Sommerspiele 1988, (FRG): Goldmedaille, Schießen „Kleinkaliber Sportgewehr Dreistellungskampf“
- Sperling, Eduard
Olympische Sommerspiele 1928, (GER): Silbermedaille, Ringen „griechisch-römischer Stil, Leichtgewicht Männer“
Olympische Sommerspiele 1932, (GER): Bronzemedaille, Ringen „griechisch-römischer Stil, Leichtgewicht Männer“
- Spinnler, Adolf
Olympische Sommerspiele 1904, (GER): Goldmedaille, Turnen „Dreikampf, Männer“
Olympische Sommerspiele 1904, (GER): Bronzemedaille, Turnen „Mehrkampf Einzel, Männer“
- Spittka, Marko
Olympische Sommerspiele 1996, (GER): Bronzemedaille, Judo „Mittelgewicht“
- Spitz, Sabine
Olympische Sommerspiele 2004, (GER): Bronzemedaille, Mountainbikesport „Mountainbike Frauen“
Olympische Sommerspiele 2008, (GER): Goldmedaille, Mountainbikesport „Mountainbike Frauen“
Olympische Sommerspiele 2012, (GER): Silbermedaille, Mountainbikesport „Mountainbike Frauen“
- Spohr, Georg
Olympische Sommerspiele 1976, (GDR): Goldmedaille, Rudern „Zweier mit Steuermann“
Olympische Sommerspiele 1980, (GDR): Goldmedaille, Rudern „Zweier mit Steuermann“
- Sprehe, Kristina
Olympische Sommerspiele 2012, (GER): Silbermedaille, Dressurreiten „Mannschaft“
- Spremberg, Joachim
Olympische Sommerspiele 1932, (GER): Goldmedaille, Rudern „Vierer mit Steuermann“
- Springel, Thomas
Olympische Sommerspiele 1984, (FRG): Silbermedaille, Handball „Männer“
- Sprink, Annika
Olympische Sommerspiele 2016, (GER): Bronzemedaille, Feldhockey „Frauen“
- Stäber, Lothar
Olympische Sommerspiele 1960, (EAU): Silbermedaille, Bahnradsport „Tandem Männer“
- Stäbler, Frank
Olympische Sommerspiele 2020, (GER): Bronzemedaille, Ringen griechisch-römische Klasse bis 67 kg „Männer“
- Stadel, Willi
Olympische Sommerspiele 1936, (GER): Goldmedaille, Turnen „Mehrkampf Mannschaft Männer“
- Stahl, Linda
Olympische Sommerspiele 2012, (GER): Bronzemedaille, Leichtathletik „Speerwurf Frauen“
- Stahl, Rudolf
Olympische Sommerspiele 1936, (GER): Goldmedaille, Feldhandball „Männer“
- Stähle, Andreas
Olympische Sommerspiele 1988, (GDR): Silbermedaille, Kanurennsport „K1 500 Meter Männer“
Olympische Sommerspiele 1988, (GDR): Bronzemedaille, Kanurennsport „K4 1000 Meter Männer“
- Stahnke, Martin
Olympische Sommerspiele 1908, (GER): Bronzemedaille, Rudern „Zweier ohne Steuermann Männer“
- Stamm, Hagen
Olympische Sommerspiele 1984, (FRG): Bronzemedaille, Wasserball „Männer“
- Stanggassinger, Hans
Olympische Winterspiele 1984, (FRG): Goldmedaille, Rennrodeln „Zweisitzer Männer“
- Stangl, Innozenz
Olympische Sommerspiele 1936, (GER): Goldmedaille, Turnen „Mehrkampf Mannschaft Männer“
- Stapenhorst, Charlotte
Olympische Sommerspiele 2016, (GER): Bronzemedaille, Feldhockey „Frauen“
- Starke, Ute
Olympische Sommerspiele 1968, (GDR): Bronzemedaille, Turnen „Achtkampf Mannschaft Frauen“
- Staudinger, Wolfgang
Olympische Winterspiele 1988, (FRG): Bronzemedaille, Rennrodeln „Zweisitzer Männer“
- Stecher, Renate
Olympische Sommerspiele 1972, (GDR): Goldmedaille, Leichtathletik „100 Meter Frauen“
Olympische Sommerspiele 1972, (GDR): Goldmedaille, Leichtathletik „200 Meter Frauen“
Olympische Sommerspiele 1972, (GDR): Silbermedaille, Leichtathletik „4-mal-100-Meter-Staffel Frauen“
Olympische Sommerspiele 1976, (GDR): Silbermedaille, Leichtathletik „100 Meter Frauen“
Olympische Sommerspiele 1976, (GDR): Bronzemedaille, Leichtathletik „200 Meter Frauen“
Olympische Sommerspiele 1976, (GDR): Goldmedaille, Leichtathletik „4-mal-100-Meter-Staffel Frauen“
- Steenken, Hartwig
Olympische Sommerspiele 1972, (FRG): Goldmedaille, Springreiten „Mannschaft“
- Steffen, Britta
Olympische Sommerspiele 2008, (GER): Goldmedaille, Schwimmen „100 Meter Freistil Frauen“
Olympische Sommerspiele 2008, (GER): Goldmedaille, Schwimmen „50 Meter Freistil Frauen“
- Steffens, Walter
Olympische Sommerspiele 1936, (GER): Goldmedaille, Turnen „Mehrkampf Mannschaft Männer“
- Steffin, Christel
Olympische Sommerspiele 1960, (EAU): Bronzemedaille, Schwimmen „4-mal-100-Meter-Freistilstaffel Frauen“
- Stegemann, Kerstin
Olympische Sommerspiele 2000, (GER): Bronzemedaille, Fußball „Frauen“
Olympische Sommerspiele 2004, (GER): Bronzemedaille, Fußball „Frauen“
Olympische Sommerspiele 2008, (GER): Bronzemedaille, Fußball „Frauen“
- Steger, Bastian
Olympische Sommerspiele 2012, (GER): Bronzemedaille, Tischtennis „Mannschaft Männer“
Olympische Sommerspiele 2016, (GER): Bronzemedaille, Tischtennis „Mannschaft Männer“
- Stehlik, Henrik
Olympische Sommerspiele 2004, (GER): Bronzemedaille, Trampolinturnen „Männer“
- Steinbach, Angela
Olympische Sommerspiele 1972, (FRG): Bronzemedaille, Schwimmen „4-mal-100-Meter-Freistilstaffel Frauen“
- Steinbach, Klaus
Olympische Sommerspiele 1972, (FRG): Silbermedaille, Schwimmen „4-mal-200-Meter-Freistilstaffel Männer“
Olympische Sommerspiele 1976, (FRG): Bronzemedaille, Schwimmen „4-mal-100-Meter-Lagenstaffel Männer“
- Steinbach, Michael
Olympische Sommerspiele 1992, (GER): Goldmedaille, Rudern „Doppelvierer Männer“
- Steinbach, Sabine
Olympische Sommerspiele 1968, (GDR): Bronzemedaille, Schwimmen „400 Meter Lagen Frauen“
- Steinbach, Wolfgang
Olympische Sommerspiele 1980, (GDR): Silbermedaille, Fußball „Männer“
- Steinbauer, Walter
Olympische Winterspiele 1972, (FRG): Bronzemedaille, Bobsport „Viererbob Männer“
- Steindorf, Ute
Olympische Sommerspiele 1980, (GDR): Bronzemedaille, Rudern „Einer Frauen“
- Steiner, André
Olympische Sommerspiele 1996, (GER): Goldmedaille, Rudern „Doppelvierer Männer“
- Steiner, Matthias
Olympische Sommerspiele 2008, (GER): Goldmedaille, Gewichtheben „Superschwergewicht Männer“
- Steinert, Christoph
Olympische Sommerspiele 2024, (GER): Silbermedaille, Handball „Männer“
- Steines, Günther
Olympische Sommerspiele 1952, (GER): Bronzemedaille, Leichtathletik „4-mal-400-Meter-Staffel Männer“
- Steinhöfel, Ingo
Olympische Sommerspiele 1988, (GDR): Silbermedaille, Gewichtheben „Mittelgewicht Männer“
- Steinweg, Stefan
Olympische Sommerspiele 1992, (GER): Goldmedaille, Bahnradsport „4000-Meter-Mannschaftsverfolgung Männer“
- Steinigen, Jens
Olympische Winterspiele 1992, (GER): Goldmedaille, Biathlon „4-mal-7,5-Kilometer-Staffel Männer“
- Stellmach, Manuela
Olympische Sommerspiele 1988, (GDR): Bronzemedaille, Schwimmen „200 Meter Freistil Frauen“
Olympische Sommerspiele 1988, (GDR): Goldmedaille, Schwimmen „4-mal-100-Meter-Freistilstaffel Frauen“
Olympische Sommerspiele 1992, (GER): Bronzemedaille, Schwimmen „4-mal-100-Meter-Freistilstaffel Frauen“
- Stephan, Daniel
Olympische Sommerspiele 2004, (GER): Silbermedaille, Handball „Männer“
- Steuer, Anni
Olympische Sommerspiele 1936, (GER): Silbermedaille, Leichtathletik „80 Meter Hürden Frauen“
- Steuer, Ingo
Olympische Winterspiele 1998, (GER): Bronzemedaille, Eiskunstlauf „Paarlauf“
- Stich, Michael
Olympische Sommerspiele 1992, (GER): Goldmedaille, Tennis „Doppel Männer“
- Stindt, Hermine
Olympische Sommerspiele 1912, (GER): Silbermedaille, Schwimmen „4-mal-100-Meter-Staffel Frauen“
- Stöck, Gerhard
Olympische Sommerspiele 1936, (GER): Bronzemedaille, Leichtathletik „Kugelstoßen Männer“
Olympische Sommerspiele 1936, (GER): Goldmedaille, Leichtathletik „Speerwurf Männer“
- Stockbauer, Hannah
Olympische Sommerspiele 2004, (GER): Bronzemedaille, Schwimmen „4-mal-200-Meter-Freistilstaffel Frauen“
- Stöcker, Hermann
Olympische Sommerspiele 1964, (EAU): Bronzemedaille, Fußball „Männer“
- Stockhausen, Adolf
Olympische Sommerspiele 1900, (GER): Silbermedaille, Rugby „Männer“
- Stöhr, Henry
Olympische Sommerspiele 1988, (GDR): Silbermedaille, Judo „Schwergewicht Männer“
- Stoll, Theresa
Olympische Sommerspiele 2020, (GER): Bronzemedaille, Judo „Mannschaft Mixed“
- Stolze, Fritz
Olympische Sommerspiele 1936, (GER): Silbermedaille, Wasserball „Männer“
- Storch, Karl
Olympische Sommerspiele 1952, (GER): Silbermedaille, Leichtathletik „Hammerwurf Männer“
- Stork, Hermann
Olympische Sommerspiele 1936, (GER): Bronzemedaille, Wasserspringen „Turm Männer“
- Storl, David
Olympische Sommerspiele 2012, (GER): Silbermedaille, Leichtathletik „Kugelstoßen Männer“
- Storz, Harry Werner
Olympische Sommerspiele 1928, (GER): Silbermedaille, Leichtathletik „4-mal-400-Meter-Staffel Männer“
- Stralkowski, Thilo
Olympische Sommerspiele 2012, (GER): Goldmedaille, Feldhockey „Männer“
- Strantzen, Gerd
Olympische Sommerspiele 1928, (GER): Bronzemedaille, Feldhockey „Männer“
- Straßberger, Josef
Olympische Sommerspiele 1928, (GER): Goldmedaille, Gewichtheben „Schwergewicht Männer“
Olympische Sommerspiele 1932, (GER): Bronzemedaille, Gewichtheben „Schwergewicht Männer“
- Straub, Jürgen
Olympische Sommerspiele 1980, (GDR): Silbermedaille, Leichtathletik „1500 Meter Männer“
- Strauch, Annegret
Olympische Sommerspiele 1988, (GDR): Goldmedaille, Rudern „Achter Frauen“
Olympische Sommerspiele 1992, (GER): Bronzemedaille, Rudern „Achter Frauen“
- Strauß, Astrid
Olympische Sommerspiele 1988, (GDR): Silbermedaille, Schwimmen „800 Meter Freistil Frauen“
- Strauß, Hugo
Olympische Sommerspiele 1936, (GER): Goldmedaille, Rudern „Zweier ohne Steuermann“
- Strauß, Thomas
Olympische Sommerspiele 1976, (FRG): Bronzemedaille, Rudern „Zweier ohne Steuermann“
- Streich, Joachim
Olympische Sommerspiele 1972, (GDR): Bronzemedaille, Fußball „Männer“
- Streidt, Ellen
Olympische Sommerspiele 1976, (GDR): Bronzemedaille, Leichtathletik „400 Meter Frauen“
Olympische Sommerspiele 1976, (GDR): Goldmedaille, Leichtathletik „4-mal-400-Meter-Staffel Frauen“
- Streit, Mario
Olympische Sommerspiele 1988, (GDR): Silbermedaille, Rudern „Zweier mit Steuermann“
- Streng, Ernst
Olympische Sommerspiele 1964, (EAU): Goldmedaille, Bahnradsport „4000-Meter-Mannschaftsverfolgung Männer“
- Streppelhoff, Thorsten
Olympische Sommerspiele 1992, (GER): Bronzemedaille, Rudern „Achter Männer“
Olympische Sommerspiele 1996, (GER): Silbermedaille, Rudern „Achter Männer“
- Strigel, Daniel
Olympische Sommerspiele 2004, (GER): Bronzemedaille, Fechten „Degen Mannschaft Männer“
- Strobel, Martin
Olympische Sommerspiele 2016, (GER): Bronzemedaille, Handball „Männer“
- Strobl, Georg
Olympische Winterspiele 1932, (GER): Bronzemedaille, Eishockey „Männer“
- Strödter, Wolfgang
Olympische Sommerspiele 1972, (FRG): Goldmedaille, Feldhockey „Männer“
- Strohbach, Rainer
Olympische Sommerspiele 1980, (GDR): Silbermedaille, Schwimmen „4-mal-200-Meter-Freistilstaffel Männer“
- Struppert, Bärbel
Olympische Sommerspiele 1972, (GDR): Silbermedaille, Leichtathletik „4-mal-100-Meter-Staffel Frauen“
- Stubbendorff, Ludwig
Olympische Sommerspiele 1936, (GER): Goldmedaille, Vielseitigkeitsreiten „Einzel Männer“
Olympische Sommerspiele 1936, (GER): Goldmedaille, Vielseitigkeitsreiten „Mannschaft Männer“
- Stubnick, Christa
Olympische Sommerspiele 1956, (EAU): Silbermedaille, Leichtathletik „100 Meter Frauen“
Olympische Sommerspiele 1956, (EAU): Silbermedaille, Leichtathletik „200 Meter Frauen“
- Stuhlemmer, Alica
Olympische Sommerspiele 2020, (GER): Bronzemedaille, Segeln „Klasse Nacra 17 Mixed“
- Sube, Karola
Olympische Sommerspiele 1980, (GDR): Bronzemedaille, Turnen „Mannschaftsmehrkampf Frauen“
- Suhl, Eckardt
Olympische Sommerspiele 1972, (FRG): Goldmedaille, Feldhockey „Männer“
- Süle, Niklas
Olympische Sommerspiele 2016, (GER): Silbermedaille, Fußball „Männer“
- Süß, Birgit
Olympische Sommerspiele 1980, (GDR): Bronzemedaille, Turnen „Mannschaftsmehrkampf Frauen“
- Süß, Christian
Olympische Sommerspiele 2008, (GER): Silbermedaille, Tischtennis „Mannschaft Männer“
- Swensson, Egbert
Olympische Sommerspiele 1980, (GDR): Silbermedaille, Segeln „470er Jolle Männer“
- Szelig, Alexander
Olympische Winterspiele 1994, (GER): Goldmedaille, Bobsport „Viererbob Männer“
- Szolkowy, Robin
Olympische Winterspiele 2010, (GER): Bronzemedaille, Eiskunstlauf „Paare“
Olympische Winterspiele 2014, (GER): Bronzemedaille, Eiskunstlauf „Paare“
- Szymkowiak, Kerstin
Olympische Winterspiele 2010, (GER): Silbermedaille, Skeleton „Frauen“